# Mokro (samhälle)
Mokro är ett samhälle i Bosnien och Hercegovina.   Det ligger i entiteten Republika Srpska, i den centrala delen av landet, 23 km öster om huvudstaden Sarajevo. Mokro ligger 1 006 meter över havet och antalet invånare är 853.
Terrängen runt Mokro är kuperad. Närmaste större samhälle är Pale, 10,1 km sydväst om Mokro. 
Omgivningarna runt Mokro är en mosaik av jordbruksmark och naturlig växtlighet. Runt Mokro är det ganska tätbefolkat, med 67 invånare per kvadratkilometer.